# Apocaulus colmanti
Apocaulus colmanti là một loài bọ cánh cứng trong họ Cerambycidae.